# پلیزنت ریج (میشیگان)
پلیزنت ریج، میشیگان (به انگلیسی: Pleasant Ridge, Michigan) یک شهر در ایالات متحده آمریکا با جمعیت ۲٬۵۲۶ نفر است که در میشیگان واقع شده‌است.